# Коронавірусна хвороба 2019 на Сабі
Епідемія коронавірусної хвороби 2019 на Сабі — це поширення пандемії коронавірусної хвороби 2019 на територію Саби. Перший випадок хвороби на острові зареєстровано 12 квітня 2020 року. На острові на початок пандемії проживало 1905 осіб.Станом на 12 травня усі випадки хвороби, зареєстровані до цього дня, одужали. 1 серпня зареєстровано 2 нових випадки, завезені з-за кордону, які одужали 9 вересня.

## Передумови
Саба перебуває у важкому становищі в час пандемії хвороби з огляду на її крихітне населення. У медичні заклади Саби можна госпіталізувати лише 8 осіб, а операції доводиться робити на острові Сінт-Мартен. В екстрених випадках, зокрема травмах, можлива евакуація вертольотом на Сінт-Естатіус, проте зазвичай вона проводиться морським транспортом з тривалістю рейсу близько 1,5 години. Тестування на COVID-19 проводиться на Сінт-Мартені, проте у зв'язку з обмеженою потужністю лабораторії тестування безсимптомних осіб направляються до Гваделупи, унаслідок чого отримання результату займає від 3 до 5 днів.

## Хронологія
19 березня на Сабі запроваджено заходи щодо запобігання поширення коронавірусної хвороби, закривши морський порт, аеропорт та школи. Губернатор острова запровадив низку заходів у зв'язку з вразливим становищем острова та обмежену медичну допомогу. Медична університетська школа Саби припинила навчання в аудиторіях та перейшла на онлайн-навчання. Частина студентів повернулись додому, а інші залишились на острові.
7 квітня проведено 18 тестувань на коронавірус, на самоізоляції знаходились 3 особи.
12 квітня зареєстровано перший випадок коронавірусної хвороби на острові. У хворого були лише незначні симптоми хвороби. Шлях інфікування цього хворого був невідомим, оскільки він не виїздив з острова, проте мав би бути інфікованим місцево. Одна особа, яка контактувала з цим хворим, мала пневмонію. Губернатор острова Джонатан Джонсон розпорядився запровадити на острові локдаун.
Станом на 13 квітня виявлено 2 випадки коронавірусної хвороби. Проведено тестування 22 осіб, з них 18 — негативні, 2 тестування знаходились у роботі. 70 осіб перебували на карантині.
17 квітня повідомлено, що комендантська година буде діяти з 19:00 до 06:00. До цього дня проведено тестування 44 осіб, а 17 тестів знаходились у роботі.
22 квітня на Сінт-Естатіус прибув напівпостійний польовий госпіталь, який буде використовуватися для хворих на COVID-19 на Бонайре, Сінт-Естатіусі та Сабі. У польовому госпіталі розгорнуто 6 ліжок інтенсивної терапії, і він мав запрацювати 15 травня.
Станом на 23 квітня проведено тестування 73 осіб, 41 тестування ще знаходилось у роботі. 63 особи знаходились у карантині.
25 квітня повідомлено, що для зменшення економічних труднощів фіксований тариф на електроенергію та воду буде встановлений на нулі, а ціна Інтернету буде встановлена на рівні 25 доларів з 1 травня до кінця року. Острів також отримає 150 тисяч євро продовольчої допомоги.
6 травня від Сінт-Мартена мав відбути репатріаційний рейс до Нідерландів. Саба не змогла проведення рейсів у цьому місяці, тому влада острова закликала всіх, хто мав намір повернутися до Нідерландів чи інших країн Європи, скористатися цим рейсом. У цей день також повідомлено про перше одужання.

8 травня губернатор Джонатан Джонсон повідомив, що з 9 травня опівночі скасується нічна комендантська година. Соціальне дистанціювання та заборона громадських зібрань залишаються. Церкви та ресторани можуть знову відкритись, дотримуючись гігієнічних заходів. Починати роботу всіх служб та підприємств можна буде з 11 травня. Школи знову відкрились 18 травня.
12 травня всі хворі одужали. Без зв'язку з цим губернатора Джонатана Джонсона призначили на третій термін. Щоб віддати визнання медичним працівникам та всім причетним до боротьби з епідемією, цього дня опівдні пролунали церковні дзвони.
22 травня губернатор Джонатан Джонсон повідомив, що особа, яка контактувала з першим підтвердженим випадком хвороби на острові від 12 квітня, та хворіла пневмонією, насправді мала COVID-19. Тестування дало негативний результат, але результати аналізу крові на антитіла показали, що вона була інфікована. Тому кількість випадків хвороби було збільшено до 3.
1 серпня на острів завезено ще 2 випадки хвороби.
Станом на 9 вересня всі хворі на острові одужали, і на Сабі не залишилось активних випадків хвороби.
У січні 2021 року уряд Нідерландів оголосив про плани вакцинації мРНК-вакциною для всіх дорослих віком від 18 років, причому кількість доставлених доз вакцини базуватиметься на кількості жителів Саби, які зареєстрували свою зацікавленість у вакцинації. Зареєстровано достатньо людей, щоб було відправлено достатньо доз, щоб охопити все доросле населення.
Наприкінці лютого 2021 року розпочато щеплення мРНК-вакциною «Moderna» проти SARS-CoV2. До кінця лютого 2021 року понад 85 % дорослого населення та 70 % населення загалом отримали перше щеплення проти SARS-CoV2. До кінця березня 2021 року понад 85 % дорослого населення було повністю вакциновано проти SARS-CoV2, отримавши обидва щеплення вакциною «Moderna».